# ابراهیم الحربی
ابراهیم الحربی (عربی: إبراهيم ماطر الحربي)؛ زادهٔ ۱۰ ژوئیهٔ ۱۹۷۵ یک بازیکن فوتبال اهل عربستان سعودی است.
وی همچنین در تیم ملی فوتبال عربستان سعودی بازی کرده‌است.